# Ludowa Partia i Front Wyzwolenia Turków
Ludowa Partia i Front Wyzwolenia Turków (tur. Türkiye Halk Kurtuluş Partisi-Cephesi, THKP-C) – turecka komunistyczna grupa partyzancka działająca w latach 1970-1972.

## Historia
Organizacja została założona w grudniu 1970 przez Mahira Çayana, Hüseyina Cevahira, Ulaşa Bardakçı, Ertuğrula Kürkçü, Yusufa Küpeli i Münira Ramazana Aktolgę. Przyjęła jednocześnie strategię partyzantki miejskiej.
Niedługo po powstaniu przeprowadziła szereg akcji, m.in. napady na banki w Stambule i Ankarze. Zyskała jeszcze większą sławę porywając izraelskiego konsula generalnego Efraima Elroma w kwietniu 1971.  W wyniku negocjacji prowadzonych po porwaniu i operacji rozpoczętych przeciwko organizacji po zamordowaniu Efraima Elroma, wszyscy z wyjątkiem kilku osób kadry kierowniczej organizacji zostali schwytani. Po tych operacjach kilku dowódców zostało wydalonych po wewnętrznych dyskusjach na temat metod organizacji.
Organizacja, która zebrała się ponownie po ucieczce Mahira Çayana i jego przyjaciół z więzienia. Zarzuciła walkę miejską i zdecydowała organizować się na wsi, a konkretnie w Regionie Morza Czarnego.
W 1972, aby zapobiec egzekucji Deniz Gezmiş, Hüseyina İnanema i Yusufa Aslanema, 11 bojowników Partii i Frontu Wyzwolenia Turków i Ludowej Armii Wyzwolenia Turcji (THKO), wśród nich Ertuğrul Kürkçü oraz Mahir Çayan, porwały trzech brytyjskich techników, którzy pracowali w ośrodku wojskowym. Wszyscy w grupie, łącznie z zakładnikami, z wyjątkiem Ertuğrula Kürkçü, zginęli w strzelaninie z tureckim wojskiem w Kızıldere w prowincji Tokat.